# Albert Goodyear
Albert C. Goodyear III es un arqueólogo estadounidense, fundador y director de la "Allendale Paleoindian Expedition", en Carolina del Sur.
Goodyear ha sido profesor en el Instituto de Arqueología y Antropología de la Universidad de Carolina del Sur desde 1974. Es licenciado de la Universidad del Sur de Florida, máster de la Universidad de Arkansas y Ph.D. de la Universidad Estatal de Arizona (1976). Se ha especializado en el estudio de la cultura Clovis y de las herramientas pre-Clovis.
En Allendale (Carolina del Sur), ha realizado excavaciones desde 1998 en el yacimiento arqueológico de Topper, un sitio que registró prolongada ocupación humana durante el paleoindio, debido a la presencia de un afloramiento de rocas chert, apropiadas para hacer herramientas piedra.
En Topper ha hallado artefactos pre-Clovis en arenas aluviales de 16.000 a 20.000 años de antigüedad. Presentó también una evidencia polémica que puede mover la fecha de ocupación de Norteamérica por los seres humanos a 50.000 años o más antes del presente, ya que fueron datados con esta antigüedad restos vegetales procedentes de un estrato donde se encontraron herramientas de piedra.
Goodyear es autor de más de 100 artículos y otras publicaciones y un conferenciante frecuente en arqueología paleoamericana.